# Cinteză curcubeu
Cinteza curcubeu (Chloebia gouldiae), cunoscută și sub numele de cinteza lui Gould, este o pasăre paseriformă colorată originară din Australia.

## Taxonomie
Cinteza curcubeu a fost descrisă de ornitologul britanic John Gould în 1844 sub numele de Amadina gouldiae, în onoarea soției sale decedate Elizabeth, care îl însoțise în expedițiile sale în jurul lumii. Specimenele de pasăre i-au fost trimise de naturalistul britanic Benjamin Bynoe, deși fuseseră descrise cu câțiva ani înainte de naturaliștii francezi Jacques Bernard Hombron și Honoré Jacquinot. Cinteza curcubeu este soră cu cintezele papagal din genul Erythrura.

## Descriere

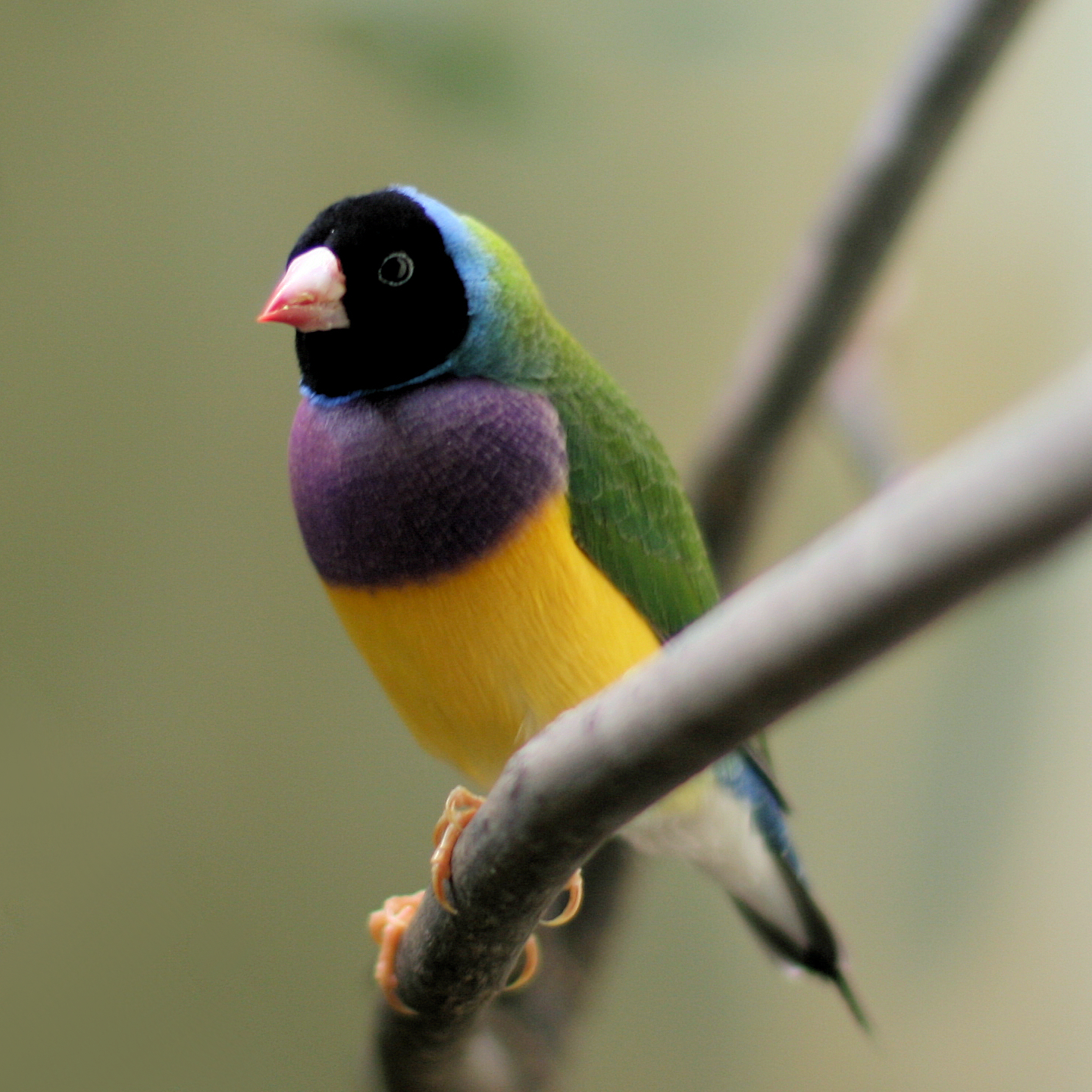
Cinteză curcubeu mascul cu cap negru

Ambele sexe sunt viu colorate, cu marcaje negre, verzi, galbene și roșii. Femelele tind să fie mai puțin viu colorate. O diferență majoră între sexe este că pieptul masculului este violet, în timp ce pieptul femelei este de un mov mai deschis.
Cintezele curcubeu au o lungime de aproximativ 1,25-1,40 cm. Capul lor poate fi roșu, negru sau galben. Considerate anterior trei tipuri diferite de cinteze, se știe acum că acestea sunt variante de culoare ale unei singure specii care există în sălbăticie. Reproducerea selectivă a dezvoltat, de asemenea, mutații (albastru, galben și argintiu în loc de un spate verde) atât în culoarea corpului, cât și a pieptului.

## Comportament

### Hrană
Ca și alte cinteze, cinteza curcubeu mănâncă semințe. În timpul sezonului de reproducere, cintezele curcubeu se hrănesc în principal cu semințe de sorg. În timpul sezonului uscat, ei caută în principal semințe pe sol. În timpul sezonului umed, semințele de iarbă spinifex (Triodia sp.) reprezintă o parte importantă a dietei lor. Până în prezent, au fost înregistrați consumând șase specii diferite de semințe de iarbă, iar cercetătorii nu au găsit încă dovezi ale consumului de insecte.

## Galerie

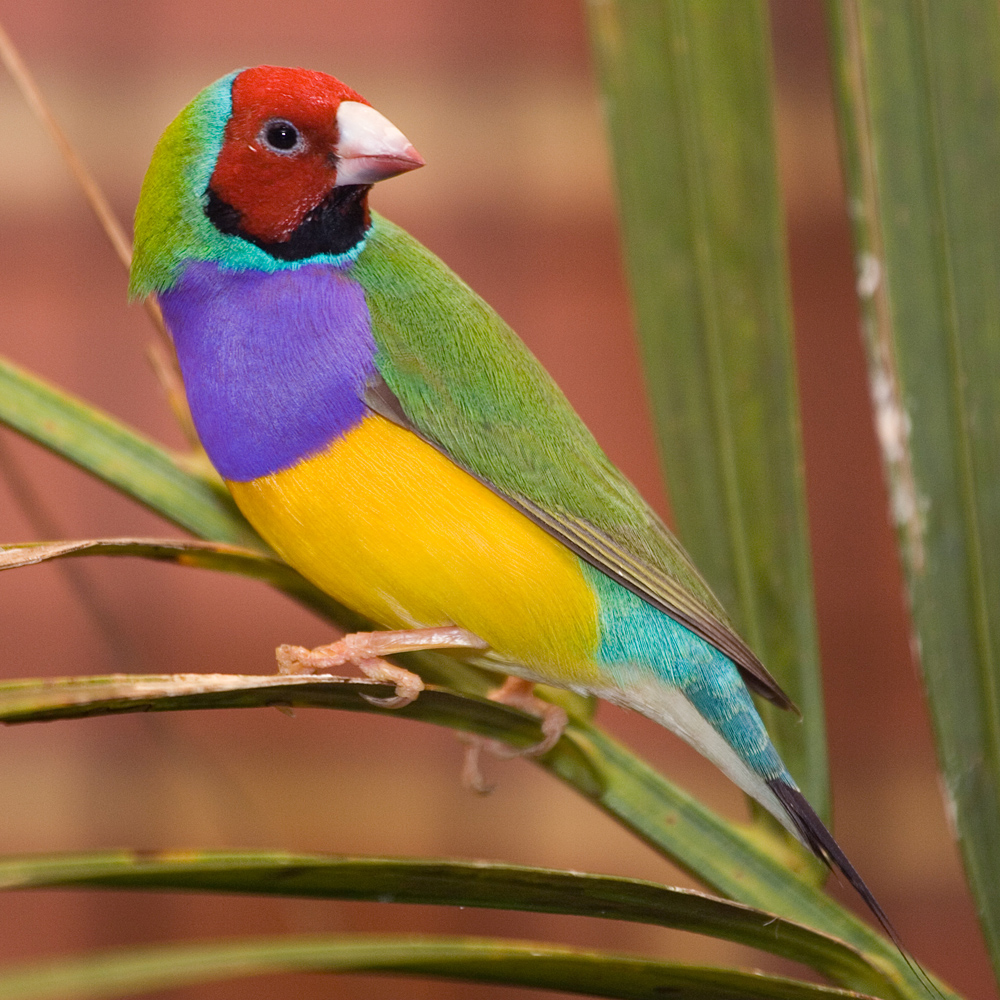
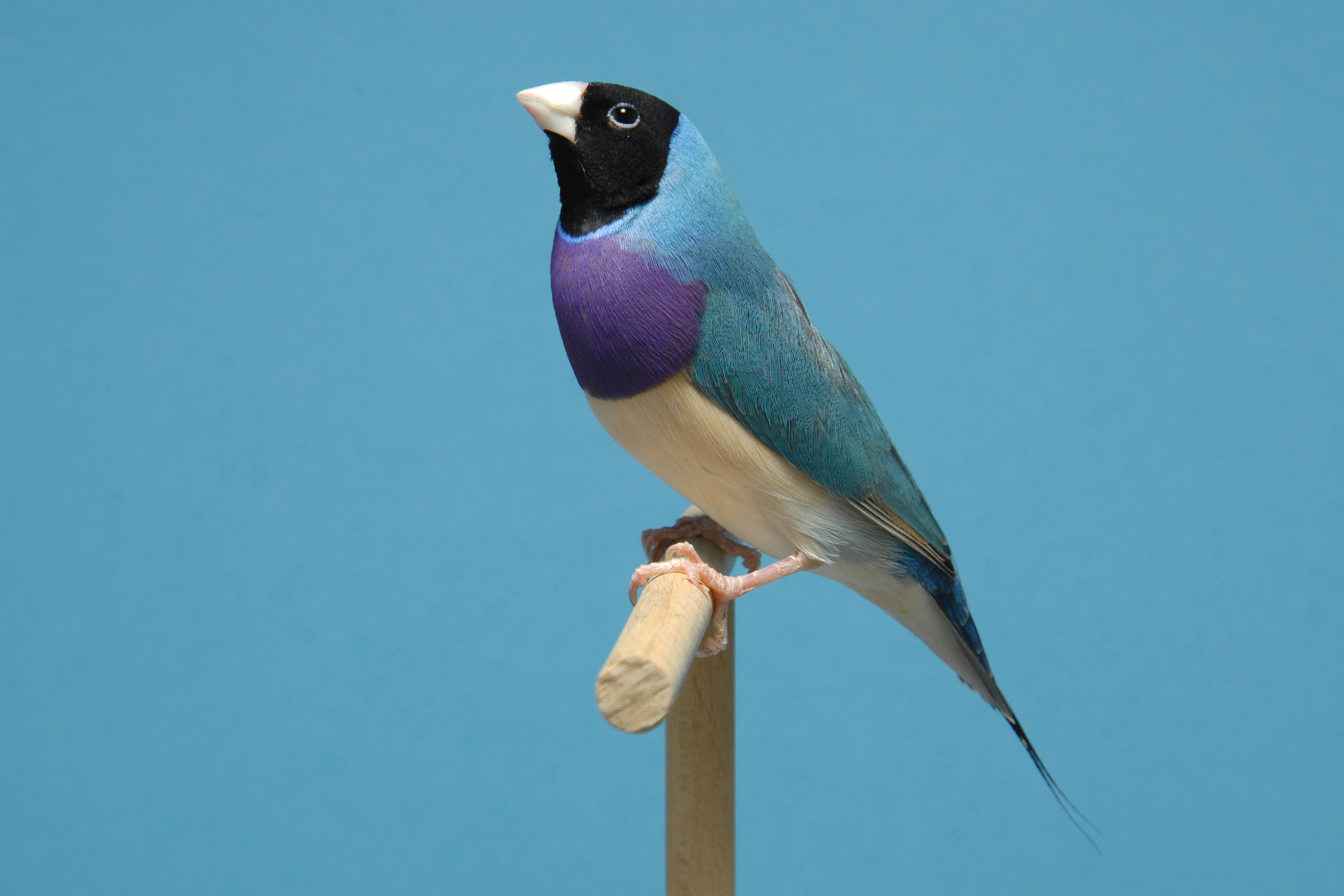
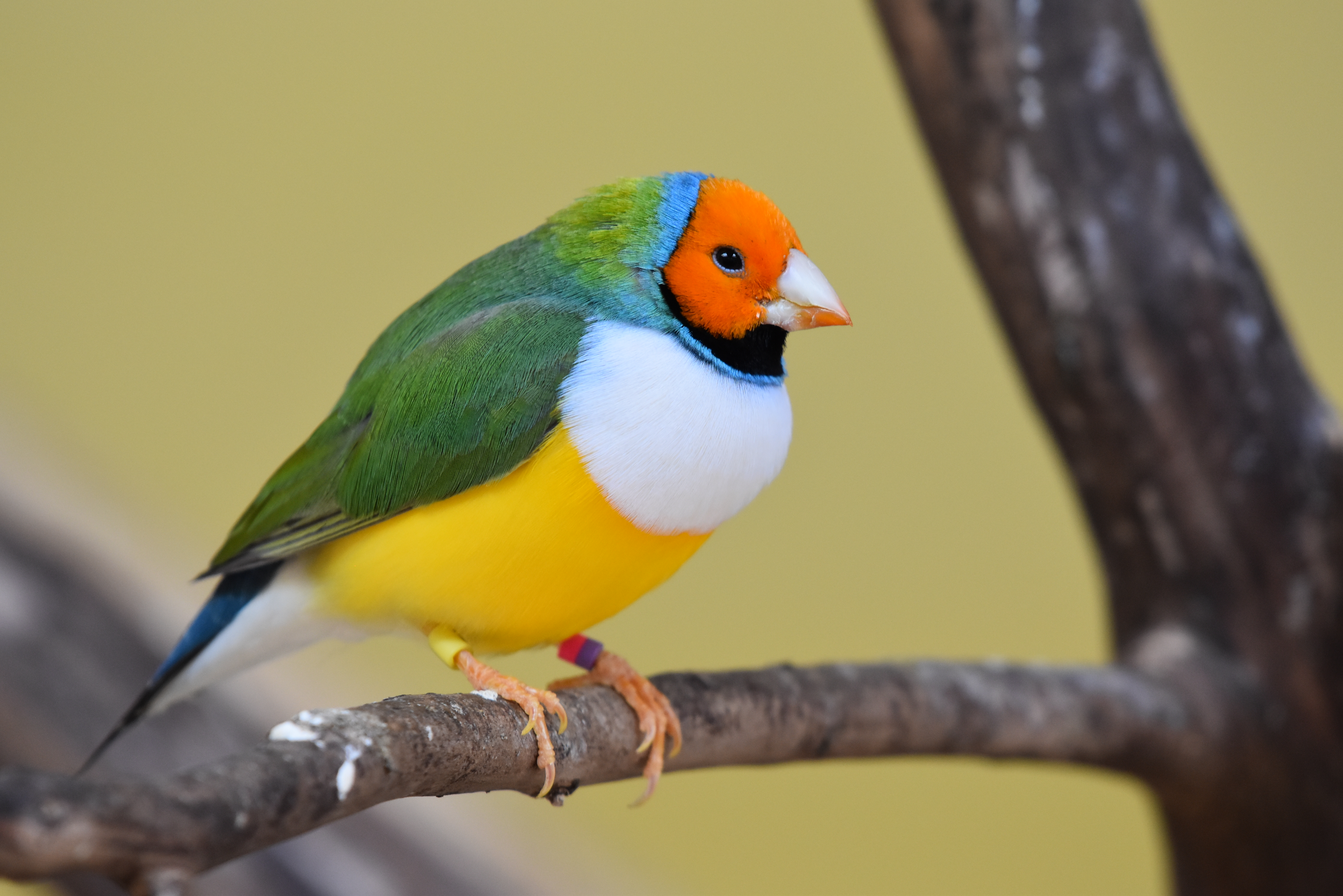
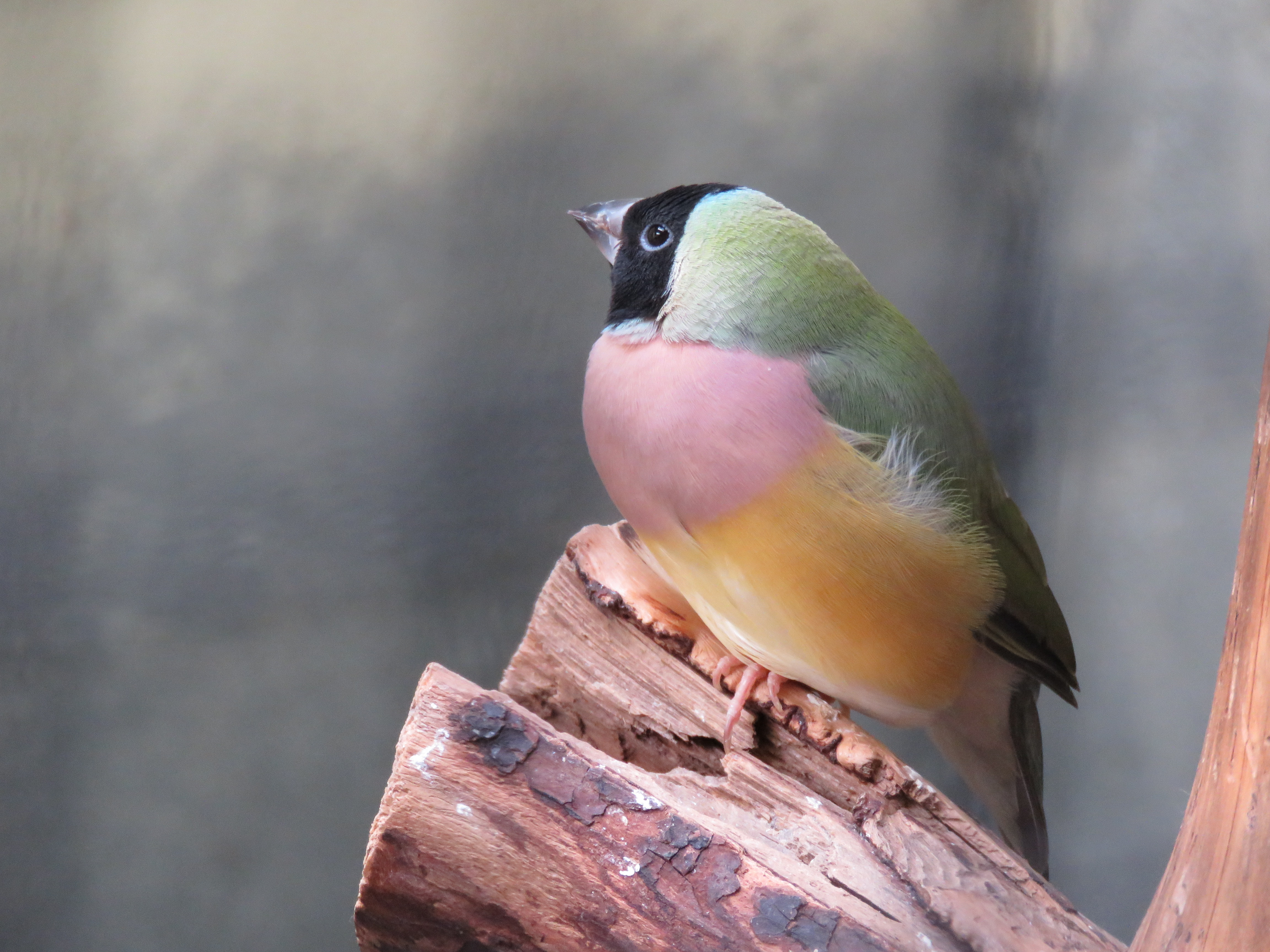
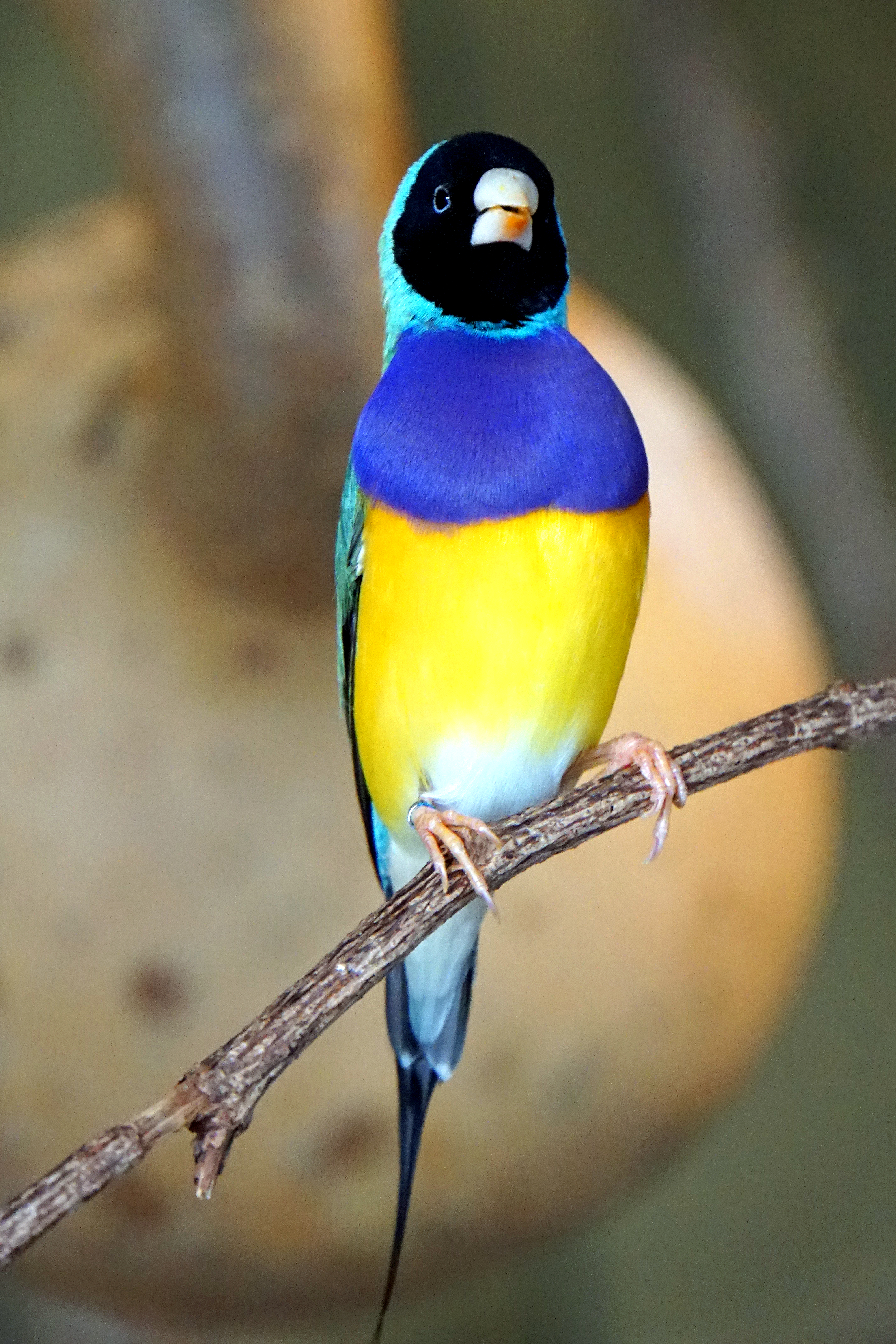
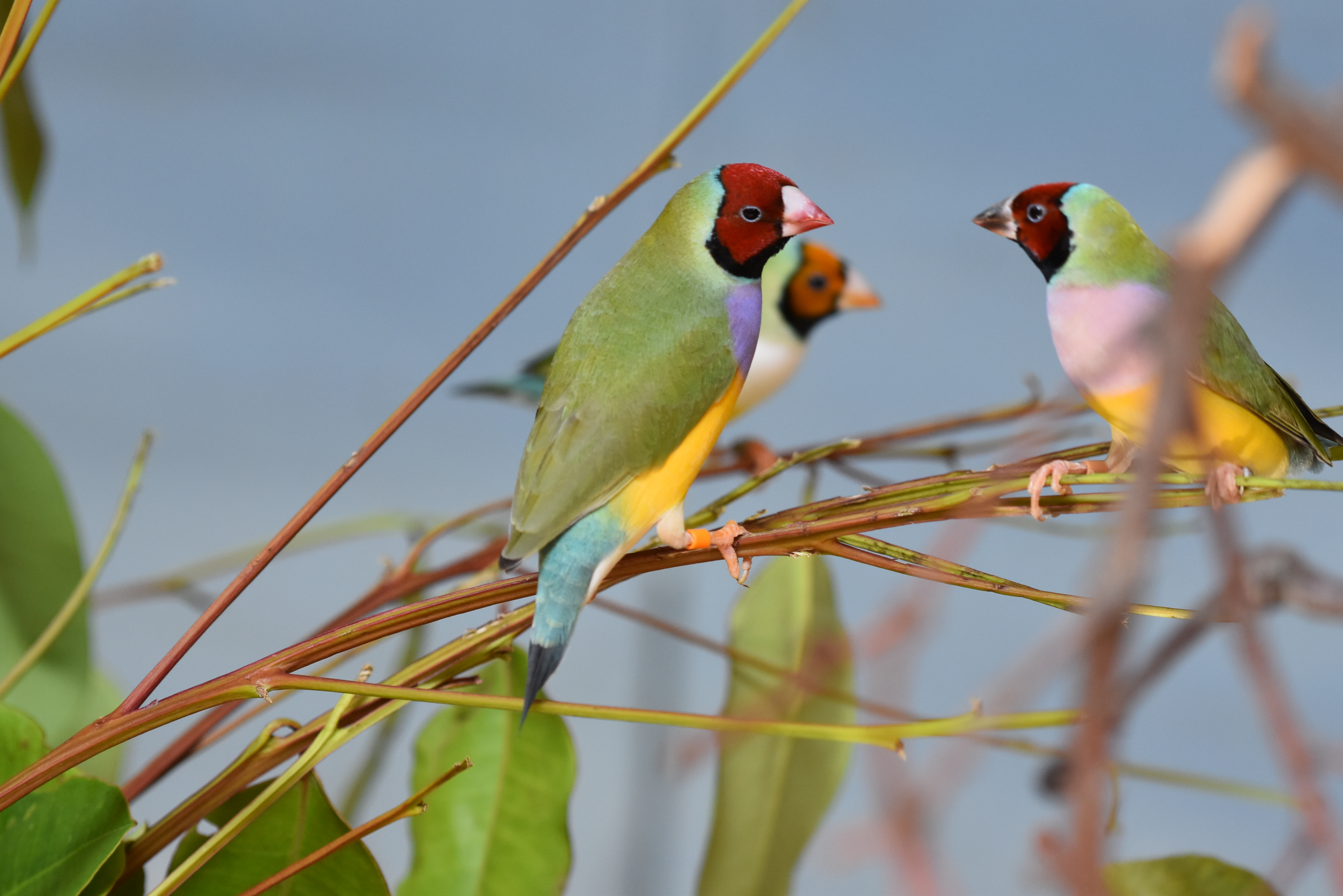
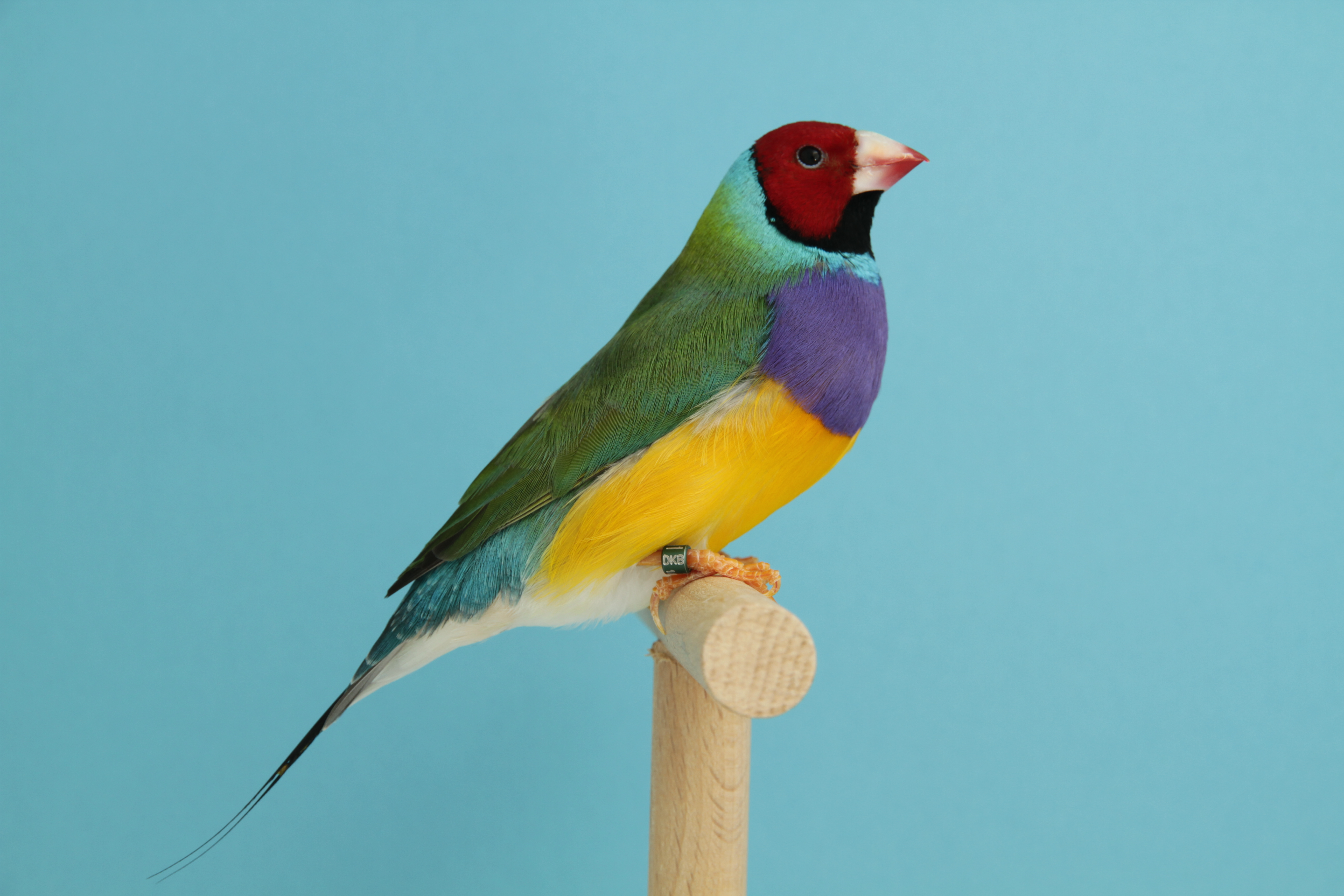
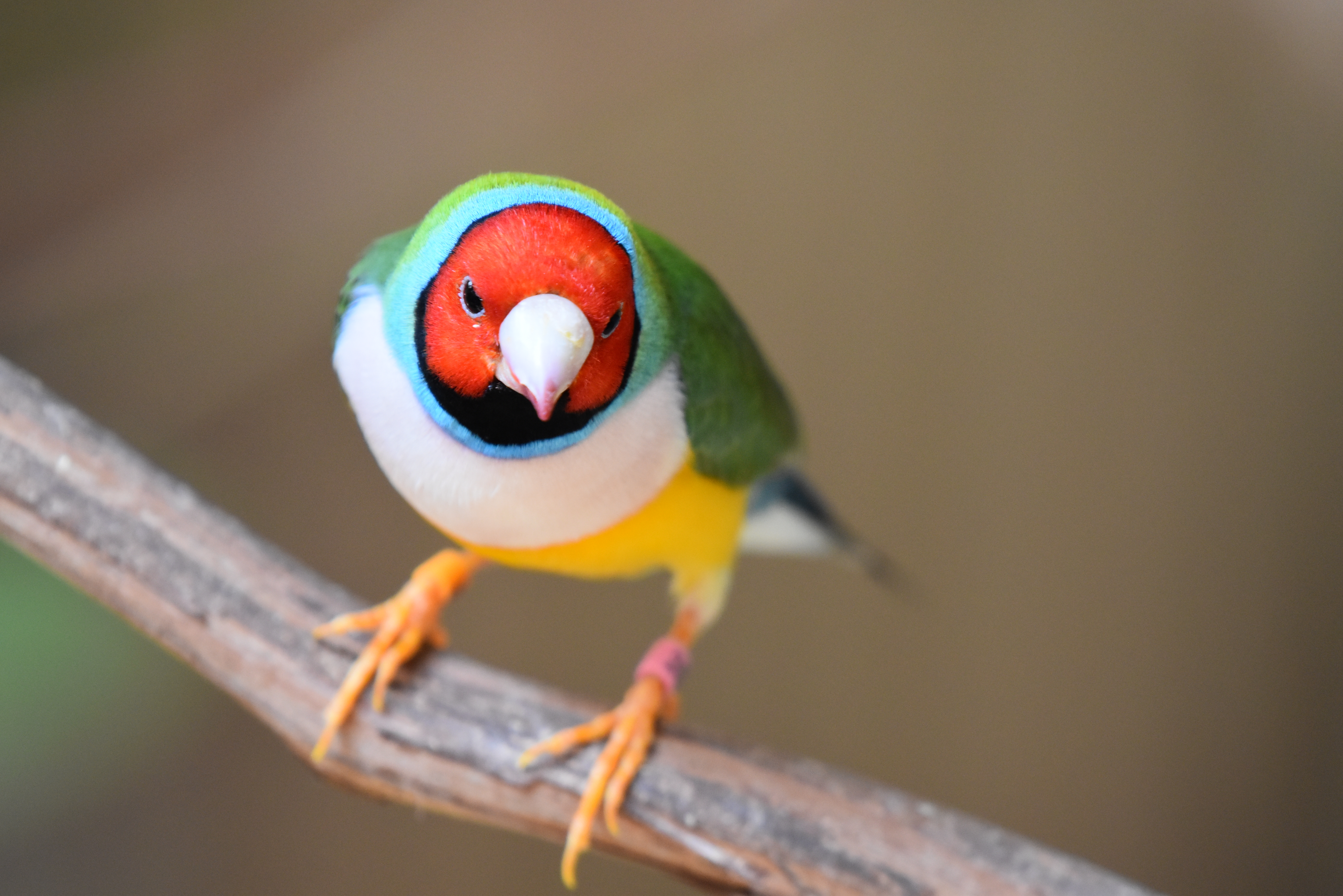